# 10886 Міцуроохба
10886 Міцуроохба (10886 Mitsuroohba) — астероїд головного поясу, відкритий 10 листопада 1996 року.
Тіссеранів параметр щодо Юпітера — 3,190.